# スピリルム属
スピリルム属（スピリルムぞく、Spirillum）は真正細菌Pseudomonadota門ベータプロテオバクテリア綱スピリルム目スピリルム科の属の一つであり、同科のタイプ属である。グラム陰性非芽胞形成微好気性らせん菌。タイプ種はスピリルム・ボルタンス。細胞の直径が1.7μｍで比較的大きい。極鞭毛を持ち運動性を示す。GC含量は36から38。
ニトロソモナス目に属するが硝酸還元を行わない。淡水に生息し、オキシダーゼ陽性、カタラーゼ陰性。少量の塩化ナトリウムの存在や通常の濃度の酸素が存在すると生育が阻害される。糖は利用できず、有機酸を消費する。特徴として、ポリリン酸による顆粒(ボルチン顆粒)を形成する。